# كهرت
كهرت هي قرية في مقاطعة خوانسار، إيران. يقدر عدد سكانها بـ 424 نسمة بحسب إحصاء 2016.